# Казе Триполи (Мантова)
Казе Триполи је насеље у Италији у округу Мантова, региону Ломбардија.
Према процени из 2011. у насељу је живело 30 становника. Насеље се налази на надморској висини од 26 м.